# Johann Adolf Scheibe
Johann Adolf Scheibe (Leipzig, Alemanya, 5 de maig de 1708 - Copenhaguen, Dinamarca, 22 d'abril de 1776) fou un compositor i literat alemany.
Al sis anys començà l'estudi de la música, i per la mateixa època tingué la desgràcia de perdre un ull. El 1725 es matriculà en la Universitat per seguir la carrera de dret, però no tardà gaire a dedicar-se per complet a la música. Després d'haver intentat en va aconseguir una plaça d'organista, el 1837 a Hamburg fundà la revista Der Cristischen Musicus i el 1740 el marcgravi de Brandenburg l'anomenà el seu mestre de capella. El 1744 passà a Copenhaguen com a director de la música del rei, i allà tornà a publicar la revista anterior.
Durant molts anys gaudí de fortuna i renom, però en arribar Giuseppe Sarti va caure en desgràcia, dedicant-se des de llavors als treballs d'erudició musical, que són els que li van donar fama. Les seves composicions són:
- Thusnelda, òpera (Leipzig-Copenhaguen, 1729)
- Sonates per a flauta i piano, música religiosa i cantates a dues veus amb acompanyament de piano.

## Obres literàries
- Abhandlung vom den musikalischen Intervallen und Geschlechten, (Hamburg, 1729)
- Abhandlung von Ursprunge und Alter der Musik, insonder heit der Vokalmusik, (Altona, 1754)
- Beantwortung der unparteischen Anmerkungen über eine bedenkliche Stelle in den sechsten Stücke deskrilischen Musicus,
- Ueber die Musikalische Composition, (Leipzig, 1773)
- Compendium musices theorico-practicum